# يوفولوس هومريدنز
يوفولوس هومريدنز (الاسم العلمي Eupholus humeridens) نوع من الخنافس من فصيلة السوسية الحقيقية.

## الوصف
يمكن أن يصل طول هذه الحشرة إلى حوالي 30 ملم. ويتميز هذا النوع بالونه الأزرق الداكن، دون أي بقع. وعلى مقدمة الصدر (شددفة الصدرية الأمامية) خط طولي متوسط أسود اللون. الحافة الخارجية للجناح الغمدي وحافة عقلة الصدر الأمامي سوداء. ويغطي القرون الاستشعارية شُعيرات حساسة.

## التوزيع
يوجد هذا النوع في الغابات المطيرة المنخفضة في بابوا غينيا الجديدة.